# Golden Point
Golden Point är en stadsdel i Ballarat i Australien. Den ligger i kommunen Ballarat North och delstaten Victoria, omkring 100 kilometer väster om delstatshuvudstaden Melbourne. Antalet invånare är 2 147.